# Зібенгенгсте
Зібенгенгсте (Зібенгенгсте-Го́гант; нім. Siebenhengste-Hohgant-Höhle) — складна карстова печерна система у вапняках в Західних Альпах, кантон Берн, Швейцарія.
Протяжність системи складає 157 км, глибину -1340 м. Печера займає 12-е місце у світі за протяжністю ходів і є якнайглибшою печерою Швейцарії і 2-ю за протяжністю після печери Геллох. Об'ємний лабіринт має понад 20 входів (нижній знаходиться на висоті 1510 м н.р.м., верхній — 1810 м) на схилах гір Зібенгенгсте і Гогант. Печера Зібенгенгсте відома з 1966 року, коли її почали досліджувати спелеологи міста Ла-Шо-де-Фон, відкривши перші 3 входи з відомих на сьогодні 34. Надалі печеру вивчали переважно спелеологи різних клубів Бельгії.